# Victoriaceros
Victoriaceros es un género de rinoceronte elasmoterino conocido del Mioceno de la isla Maboko, Kenia.

## Descubrimiento
Victoriaceros es conocido a partir del holotipo, un cráneo bastante bien preservado, el cual se caracteriza principalmente por el gran cuerno nasal, una órbita localizada en posición anterior con un borde prominente, y unos amplios arcos zigomáticos. Numerosos huesos de las extremidades, probablemente pertenecientes a pocos individuos, también han sido descubiertos. Los especímenes de Victoriaceros fueron recuperados del sitio del Mioceno medio de Maboko localizado en el Lago Victoria en Kenia, en los Lechos Maboko que datan de hace cerca de 15 millones de años. Victoriaceros representa el taxón más común en los Lechos Maboko, los cuales han proporcionado una de las mejores colecciones de rinocerontes fósiles de África. La morfología de los dientes y el cráneo sugieren que Victoriaceros pertenecía a la subfamilia Elasmotheriinae, la cual sin embargo podría no ser monofilética. Una segunda especie, Victoriaceros hooijeri, fue nombrada en 2016 de la localidad Kisiringi del oeste de Kenia.

## Etimología
Victoriaceros fue nombrado originalmente por Denis Geraads, Monte McCrossin y Brenda Benefit en 2012 y la especie tipo es Victoriaceros kenyensis. El nombre del género se deriva del Lago Victoria, y del término griego ceros, "cuerno", por lo tanto, el nombre se traduce como "cuerno del lago Victoria". El nombre de la especie se refiere a Kenia.